# Ober Kostenz
 Ober Kostenz là một đô thị ở huyện Rhein-Hunsrück bang Rheinland-Pfalz, phía tây nước Đức.